# 格但斯克國家海事博物館
格但斯克國家海事博物館（波蘭語：Narodowe Muzeum Morskie）是位於波蘭格但斯克的海事博物館，1962年1月1日成立。展示了格但斯克的航海史；它的目的在於收集、研究和保存有關船舶運輸、國際貿易、漁業和海洋工作人員等相關文物，以及波蘭及其經濟歷史悠久的海洋歷史知識的傳播。博物馆分为两部分，分别位于摩特拉瓦河河中央的Ołowianka岛上的糧倉古蹟，以及西岸著名的格但斯克起重机也是该馆的一部分，兩者之间有定点渡轮相连。

## 建築

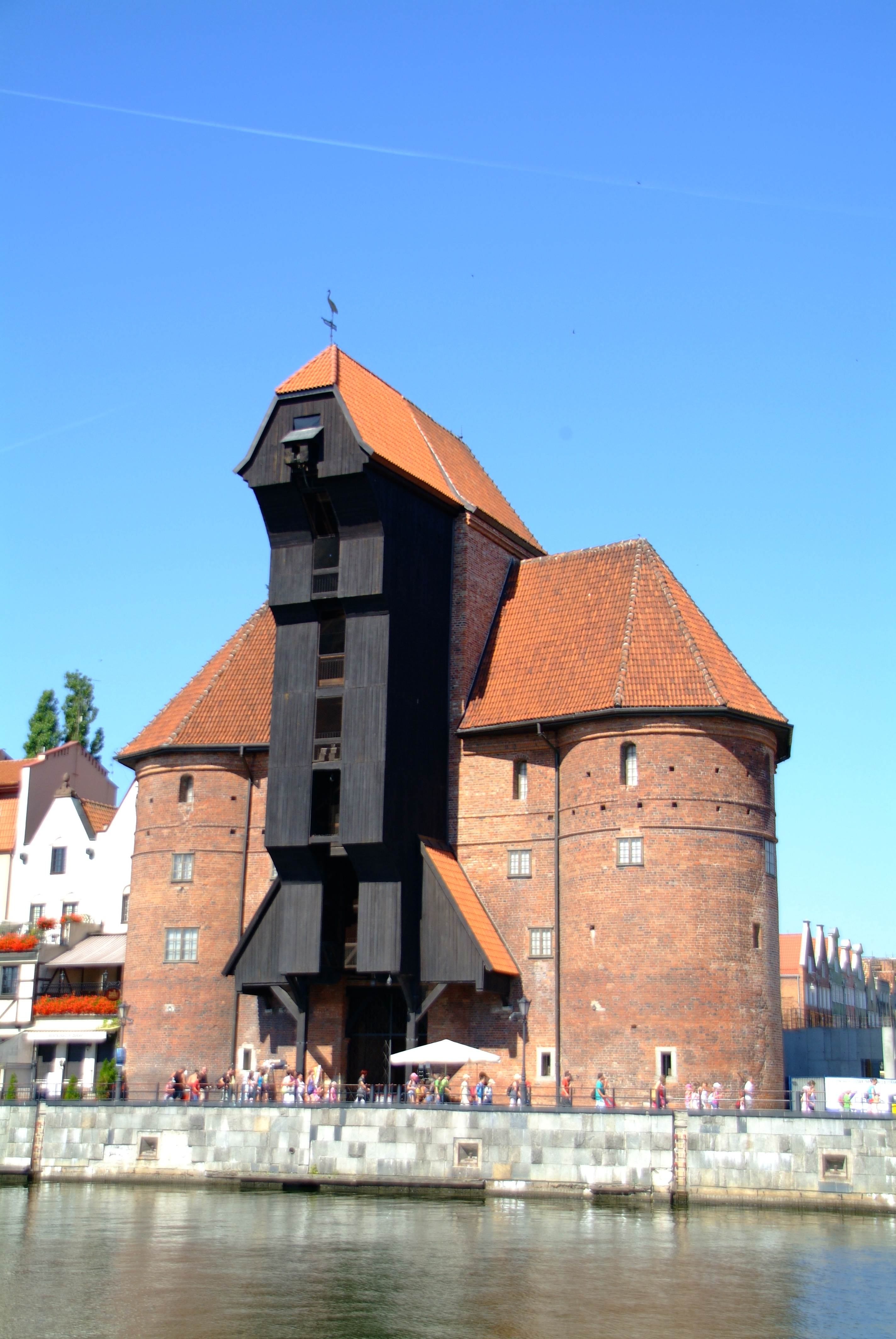
格但斯克起重機，為海事博物館的一部分

### Ołowianka岛
位於Ołowianka岛上三棟文藝復興建築原是糧倉，建築面佈滿小窗口，是為了方便直接看運送貨物的情形。摩特拉瓦運河畔許多建築都仿照荷蘭阿姆斯特丹運河畔建造，可見受荷蘭影響頗具，根據1643年的文獻資料記載，島上曾有7座糧倉，而整個格但斯克港口曾有300座糧倉；內部主要保存鹽、鐵、錨、布和南歐水果等。目前糧倉被作為國家海事博物館的總部所在地，糧倉改裝的展示室裡介紹波蘭從古代木板船到現代貨輪的海上歷史，也介紹了導航和貿易等航海相關的主題及航海相關繪畫。

### S.S. Soldek 號貨輪
S.S. Soldek號貨輪目前停泊在糧倉前，是波蘭在二戰後建造的第一艘礦砂船，遊客可以順著動線參觀船內和甲板上的空間。

### 起重機
起重機為格但斯克著名地標，七層樓的建築裡面介紹了格但斯克港的歷史，而主要的展示為固定在建築物裡的起重機。

## 外部連結
- 格但斯克國家海事博物館 （页面存档备份，存于）（波兰語）（英文）（德文）